# Jan Augustini
Jannes Degelencamp, beter bekend als Jan Augustini, (gedoopt Groningen, 16 november 1725 – Haarlem, 2 december 1773) was een Nederlands schilder.

## Leven en werk
Augustini werd gedoopt in de Martinikerk als Jannes, zoon van Jacobus Degelencamp en Annichjen Schatens. De naam Augustini zal hij hebben ontleend aan Augustinus Augustini, een oom van moederskant. Hij trouwde met Aletta Heere (ca. 1725-1794), uit dit huwelijk werd onder anderen de schilder Jacobus Luberti Augustini (1748-1822) geboren. 
Augustini was een leerling van Philip van Dijk in Den Haag en vestigde zich later in Haarlem. Hij was vooral actief als decoratie- en behangselschilder. Hij schilderde daarnaast onder meer bloemstillevens, landschappen en portretten. Zijn portretten van predikant Theodorus Haganaeus en hoogleraar Gijsbertus Matthias Elsnerus werden door Jacob Houbraken in prenten omgezet.
Augustini gaf les aan zijn zoon Jacobus, Egbert van Drielst, Hermanus Numan, Gabriël van Rooyen en Hendrik Tavenier. Naast schilder was hij kunsthandelaar in Haarlem. Hij overleed op 48-jarige leeftijd.

## Afbeeldingen

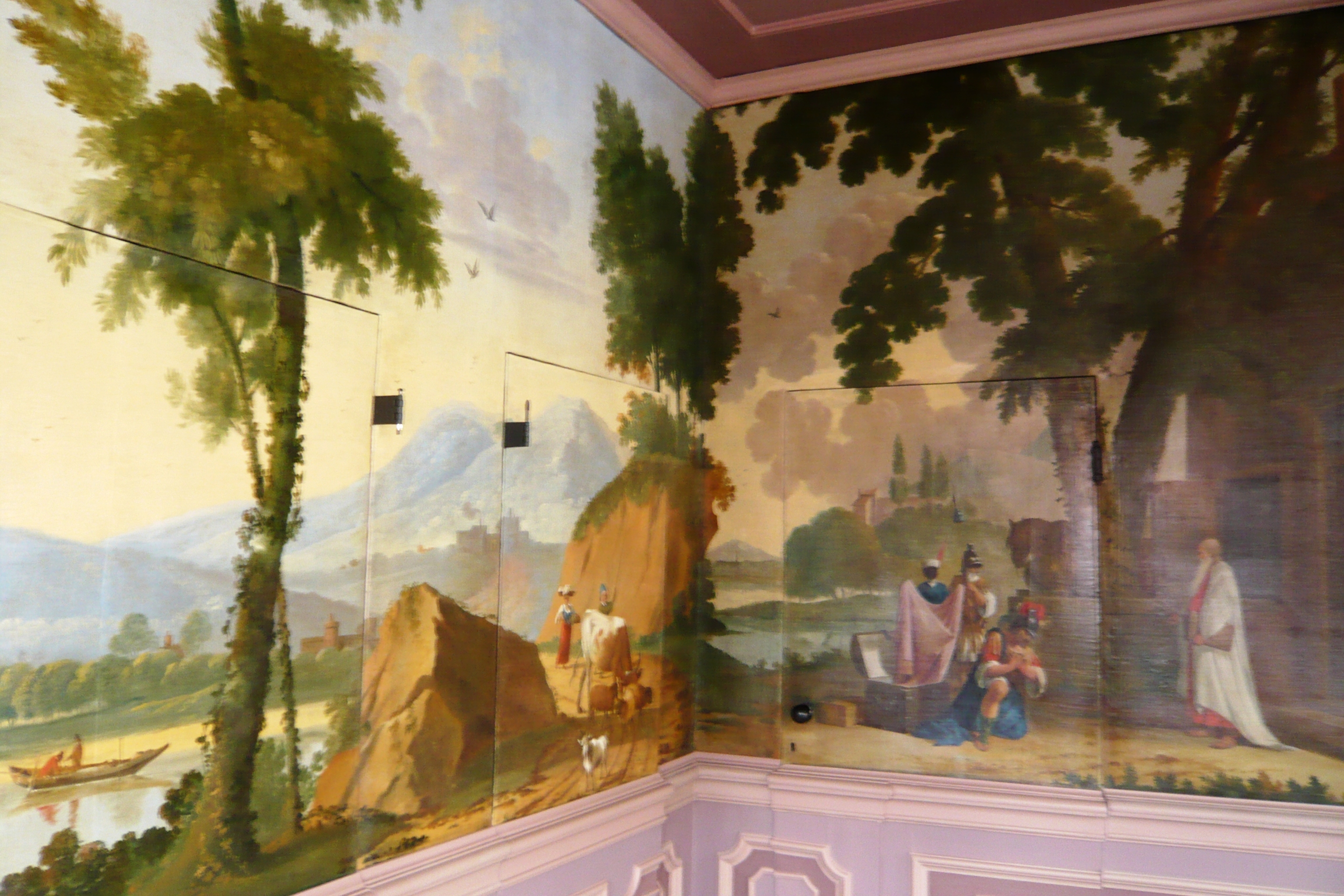
behang in de regentenkamer van het Dolhuys in Haarlem
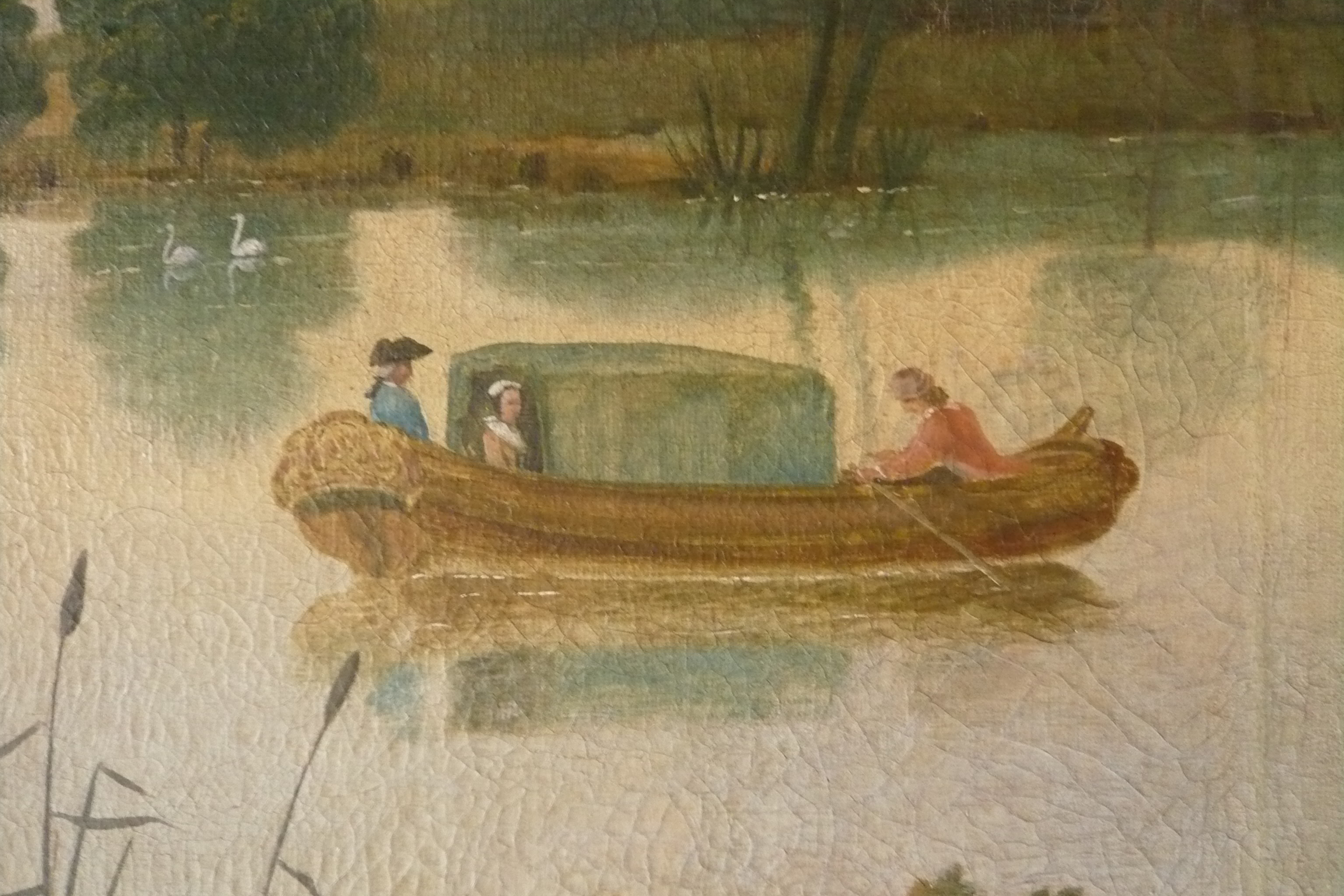
detail van het behang in het Dolhuys